# Каньяс Саньярту, Алисия
Алисия Каньяс Саньярту (1901—2002) — чилийский политик. В 1935 году она была одной из первых женщин, избранных на государственные должности всенародным голосованием в стране. Благодаря этому голосованию она стала первой женщиной-мэром Провиденсии, первой женщиной-мэром в истории Чили. Она была невесткой президента Чили Хуана Луиса Санфуэнтеса.

## Жизнь
Родилась в семье Рафаэля Каньяса Аристии и Амелии Саньярту Иньигес. Она родилась в Париже в августе 1901 году, где жила до семи лет.
Она вышла замуж за своего первого мужа Артуро Санфуэнтеса, который был сыном ведущего политика Хуана Луиса Санфуэнтеса. У них родилась дочь Соледад. Алисия овдовела в 1925 году в 24 года. В связи с этим, она вернулась в Париж, но позже вернулась в Чили по просьбе своего отца.
В Чили она снова вышла замуж за адвоката Аугусто Эррасуриса, и у них родилось четверо детей. Она приехала в Чили с репутацией независимой женщины. В Париже она водила свою машину, что было необычно для того времени. На неё повлияли большие зеленые зоны Парижа, который она позже воспроизведет в Провиденсии. Она была известна своей благотворительной деятельностью. На протяжении почти 50 лет она вела «Дом слепых в Санта-Лючии». Именно её самоотверженность и усилия сплотили работу Фонда.